# Trichocline
Trichocline é um género botânico pertencente à família Asteraceae.